# OpenMediaVault
OpenMediaVault — открытая масштабируемая система управления сетевым устройством хранения (программный NAS) на основе Debian Linux. Включает в себя программный RAID (0,1,5,6), почтовый клиент, SSH, (S) FTP, CIFS (Samba), NFS, DAAP медиа-сервер, RSYNC. В последних версиях возможности могут быть расширены с помощью плагинов, например, BitTorrent-клиент, miniDLNA и прочие. Доступны через репозиторий.  На данный момент расширение функционала предпочтительно с помощью Docker  контейнеризации, в связи с чем, особый акцент делается на развитие плагина openmediavault-compose.

## Возможности
- Web-интерфейс на основе Javascript/AJAX (на основе Ext JS)[6].
- Поддержка темной темы.
- Протоколы: CIFS (via Samba), WebDAV, TFTP, FTP, NFS, SSH, rsync, AFP, UPnP, BitTorrent и iTunes.
- Расширения (плагины) для: DLNA, VirtualBox, Docker, MySQL, ClamAV, SVN, Веб сайт (nginx), Git, OpenVPN, LDAP, Plex, Emby[англ.][7].
- rsync сервер, клиент и локальная синхронизация.
- Файловые системы: Btrfs, XFS, JFS и ext2/ext3/ext4 полная поддержка, NTFS чтение / запись, FAT32 поддержка чтения / записи.
- Жёсткие диски: P-ATA/S-ATA, SCSI, iSCSI, USB и FireWire.
- GPT/EFI поддержка разделов жёстких дисков размером более 2 терабайт.
- Управление пользователями и группами
- Сетевые карты: все проводные и беспроводные карты, поддерживаемые Debian.
- Загрузка с жёсткого диска, USB, CompactFlash.
- Аппаратный RAID: все те, которые поддерживает Debian.
- Программный RAID уровней: 0,1, 5, 6, JBOD, 5+0, 5+1, 0+1, 1+0, и т. д. (с помощью mdadm).
- Поддержка форматирования 4KB секторов жёстких дисков с помощью расширенного форматирования, такие как Western Digital WD10EARS, WD15EARS, WD20EARS.
- Мониторинг Syslog, Watchdog, S.M.A.R.T., SNMP (v1, 2c, and 3) (read-only)
- Уведомления журнала и отчёты по электронной почте.
- Поддержка источников бесперебойного питания.
- Агрегирование каналов, Wake-on-LAN.

## Релизы
История релизов OpenMediaVault:
| Легенда: | Старая версия | Старая поддерживаемая версия | Текущая версия | Тестовая версия | Будущая версия |

| Версия | Название релиза | Дата выхода | Основан на | Примечания |
| ------ | --------------- | ----------- | ---------- | --- |
| 0.2    | Ix              | 2011-10-17  | Debian 6   | Названа по имени планеты Dune Ix.                                                                                                  |
| 0.3    | Omnius          | 2012-04-18  | Debian 6   | Внедрен многоязычный веб-интерфейс администрирования системы. Названа по названию компьютерной сети Omnius, трилогии Легенды Дюны. |
| 0.4    | Fedaykin        | 2012-09-21  | Debian 6   | Названа по имени командира Fedaykin "Свободных людей".                                                                             |
| 0.5    | Sardaukar       | 2013-08-25  | Debian 6   | Сардаукары - личная армия Падишах-Императора во вселенной Дюна.                                                                    |
| 1.0    | Kralizec        | 2014-09-15  | Debian 7   | Оптимизирован код для "слабых" серверов. Выпуск назван в честь битвы Kralizec, предсказанной в конце Вселенной.                    |
| 2.0    | Stone burner    | 2015-06-29  | Debian 7   | Этот релиз назван в честь прожигателя, ядерного оружия, принадлежащей фракции House Atreides.                                      |
| 3.0    | Erasmus         | 2017-06-13  | Debian 8   | Названа по имени робота Erasmus.                                                                                                   |
| 4.0    | Arrakis         | 2018-05-08  | Debian 9.2 | Названа по имени планеты Arrakis.                                                                                                  |
| 5.0    | Usul            | 2020-03-30  | Debian 10  | Тайное имя Муад-Диба среди фрименов, главного героя книги "Дюна".                                                                  |
| 6.0    | Shaitan         | 4 мая 2022  | Debian 11  | Названа в честь одного из названий песчаного червя планеты Арракис.                                                                |
| 7.0    | Sandworm        | 3 март 2024 | Debian 12  | Шаи-Хулуд, Песчаный червь — гигантские существа, появляющиеся в Хрониках Дюны.                                                     |

## Минимальные системные требования
- Любая архитектура/платформа, поддерживаемая в Debian
- 256 МБ ОЗУ
- 2 ГБ жёсткий диск или USB накопитель, для монопольного размещения ОС (в случае установки поверх Debian накопитель можно использовать для данных пользователя[22]).
- 1 жёсткий диск для данных пользователя.

## Мнения
Джесси Смит рассмотрела OpenMediaVault 0.2.5, написав, что OpenMediaVault имеет более «гибкий» установщик.
LWN.net написал обзор на OpenMediaVault в 2015 году.